# Kephala
Kephala (griechisch Κεφάλα (f. sg.)) ist der Fundort einer Siedlung und eines Gräberfeldes aus dem Ende der Jungsteinzeit auf der griechischen Insel Kea in der Inselgruppe der Kykladen.
Im Nordwesten der Insel, dem attischen Festland zugewandt, wurden mehrere Gräberfelder entdeckt. Nur bei Kephala lassen sich auch Siedlungsspuren nachweisen. Der Fundort wurde zwischen 1964 und 1973 von einem Team der University of Cincinnati ausgegraben.

## Siedlung und Friedhof
Die Siedlung bestand nur etwa 100 Jahre lang und wurde mittels der Radiokohlenstoffmethode auf etwa 3300 bis 3200 v. Chr. datiert. Sie liegt daher bereits im Übergang zur Bronzezeit, mit der in der südlichen Ägäis die Kykladenkultur verbunden ist.
Von der Ortschaft sind lediglich wenige Grundmauern erhalten, die Gebäude bestanden aus einem oder mehreren rechteckigen Räumen geringer Größe und die ganze Siedlung wird nie aus wesentlich mehr als 50 Personen bestanden haben. Alle Bauten waren aus dem Kalkstein der Insel errichtet.
Der angrenzende Friedhof bestand aus 40 Gräbern, von denen 35 mit niedrigen Steinmauern umbaut waren. Die anderen fünf enthielten die Körper von Kindern und waren einfacher gehalten. In einigen der Gräber lagen mehrere Körper, bis zu 13 wurden in einer Grabkammer gefunden. Diese werden als Familiengräber interpretiert. Grabbeigaben waren selten und bestanden aus einem einfachen Gefäß, nur eine (männliche) Leiche erhielt einen Schaber aus Feuerstein als Grabbeigabe.

## Artefakte
Die Bewohner von Kephala nutzten Werkzeuge aus Obsidian, den sie von der Insel Milos importierten. Steinsplitter beweisen aber, dass sie die rohen Brocken vor Ort selbst zu Klingen zuschlugen. Für die wenigen Werkzeuge aus Feuerstein fehlen derartige Spuren und das Gestein kommt auf Kea nicht vor, daher ist anzunehmen, dass diese Werkzeuge fertig importiert wurden. Einige Figuren aus Terrakotta greifen Formen der Kykladenidole anderer Inseln auf, sind aber wesentlich einfacher gestaltet. Keramische Scherben stammen von Schalen und Krügen aus dem Ton der Insel selbst. Verzierungen sind selten. Einige wenige Bruchstücke verweisen auf Gefäße aus Marmor.
Bemerkenswert ist die Verwendung von Kupfer, die durch Schlackefunde und metallische Fragmente nachgewiesen wurde. Artefakte selbst haben sich nicht erhalten.

## Kultur
Die jungsteinzeitliche Siedlung von Kephala steht in enger Verbindung zu Kulturen auf dem attischen Festland und den Inseln im saronischen Golf. Sie gilt als Vorläufer der Grotta-Pelos-Kultur am Beginn der Bronzezeit. Keine näheren Beziehungen bestehen zur früheren jungsteinzeitlichen Siedlung auf Saliagos, zwischen Paros und Antiparos.
Eine weitere jungsteinzeitliche Siedlung auf der Insel Kea wird in Agia Irini vermutet, sie wurde aber in der Bronzezeit völlig überbaut und ist nicht mehr näher rekonstruierbar.